# 徒手遊戲

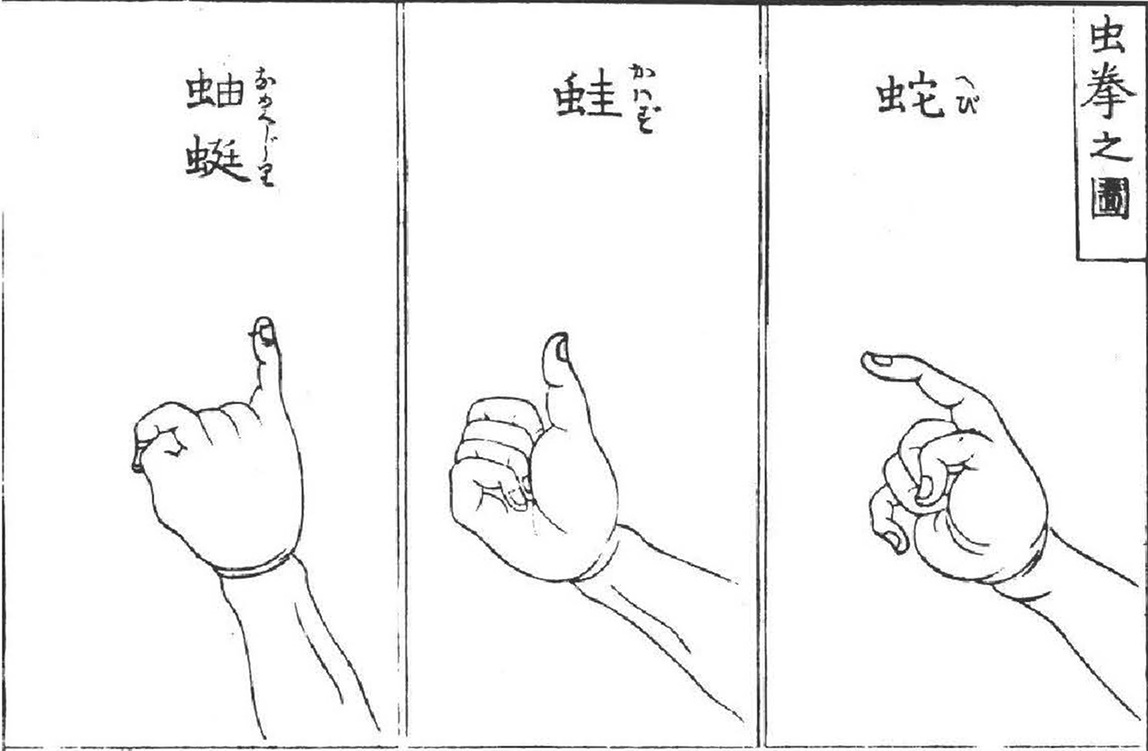
徒手遊戲

徒手遊戲是指玩家仅通過手就可以開展的游戏。  世界上的許多地區都有徒手遊戲。 像猜拳、石头、剪子、布等遊戲都屬於徒手遊戲。